# Polyxenus lapidicola
Polyxenus lapidicola is een miljoenpotensoort uit de familie van de Polyxenidae. De wetenschappelijke naam van de soort is voor het eerst geldig gepubliceerd in 1903 door Silvestri.